# Günther Hoffmann-Schönborn
Günther Hoffmann-Schönborn (Poznań, 1º maggio 1905 – Bad Kreuznach, 4 aprile 1970) è stato un generale tedesco della Wehrmacht durante la seconda guerra mondiale.

## Biografia

### I primi anni
Hoffmann entrò a far parte del Reichswehr il 1º aprile 1924 e venne da subito assegnato al 3º reggimento d'artiglieria di stanza a Francoforte sull'Oder, prestando servizio dapprima nella 10ª e poi nell'8ª batteria. Superò l'esame e venne ammesso nel suo reggimento il 15 luglio del 1925 col grado di caporale. Da marzo a fine settembre del 1926, Hoffmann frequentò la scuola di fanteria. Durante questo periodo fu promosso sottotenente. Dal novembre del 1926 all'agosto del 1927 entrò a far parte della scuola di artiglieria di Jüterbog. Il 1º febbraio 1928 venne promosso tenente. INel 1929 seguì un nuovo corso ed il 1º giugno 1931 venne promosso primo tenente. Nell'ottobre del 1934, Hoffmann divenne comandante dell'11ª batteria del reggimento d'artiglieria di Fulda. Nell'ottobre dell'anno successivo ottenne di poter frequentare un nuovo corso presso l'accademia di guerra di Berlino, completato nell'estate del 1937. Durante questo periodo, Hoffmann venne promosso capitano il 1º ottobre 1936 e venne impiegato dall'agosto del 1937 sino al marzo del 1939 nello stato maggiore dell'8ª armata. Nell'aprile del 1939 fu nominato comandante della 2ª batteria del 42º reggimento d'artiglieria di stanza a Minden. Dal 13 maggio 1939, per ragioni ereditarie, assunse anche il cognome di Schönborn.

### La seconda guerra mondiale
Dopo l'invasione tedesca della Polonia, Schönborn venne nominato comandante della 730ª divisione di artiglieria pesante dal 13 ottobre 1939, incarico che mantenne sino alla metà di aprile del 1940. Guidò quindi la 777ª divisione di artiglieria pesante nella campagna sul fronte occidentale. Il 31 maggio 1940, venne insignito della Croce di Ferro di II classe ed il 29 giugno successivo ottenne la I classe. A metà agosto del 1940 venne trasferito temporaneamente in riserva.
Il 1º ottobre 1940, venne nominato comandante della 191ª divisione d'artiglieria d'assalto. Il 1º dicembre 1940, venne promosso a maggiore. Nel gennaio del 1941 venne a portarsi a Ploiești (in Romania) con l'incarico coi suoi uomini di proteggere i pozzi petroliferi locali, vitali per i rifornimenti per le truppe tedesche nell'area. Nel marzo del 1941, venne trasferito in Bulgaria diretto verso il confine bulgaro-greco a Livunovo.
Nella campagna dei Balcani, coi suo uomini venne pesantemente coinvolto nelle battaglie sulla linea Metaxas che portarono poi alla capitolazione dell'esercito della Macedonia orientale il 9 aprile 1941. La sua divisione si portò dapprima a Larissa e poi alle Termopili. Il 14 maggio 1941, Schönborn ottenne la croce di cavaliere della croce di ferro, venendo poco dopo spostato a Olomouc.
Dal giugno 1941 prese parte alla campagna sul fronte orientale e Schönborn rimase gravemente ferito nei pressi di Mosca il 2 dicembre 1941. Il 31 dicembre 1941, ricevette le foglie di quercia per la sua decorazione da cavaliere della croce di ferro. Dopo un periodo di ospedalizzazione, riprese servizio dal marzo del 1942 fino alla fine di marzo 1943 come comandante del III dipartimento di addestramento del 29º reggimento d'artiglieria di stanza a Jüterbog. Il 1º aprile 1942 venne promosso tenente colonnello ed il 1º dicembre di quello stesso anno ottenne il comando del 2º reggimento d'artiglieria. Nell'agosto del 1943 ottenne il comando della scuola d'artiglieria a Burg, nei pressi di Magdeburgo, dove ricevette la nomina a colonnello il 1º novembre di quello stesso anno. Alla fine di luglio del 1944 venne posto temporaneamente in riserva, frequentando sino alla fine di agosto del medesimo anno un corso per comandanti di divisione a Hirschberg.
Schönborn venne quindi incaricato il 15 settembre 1944 di comandare la 18ª divisione dei Volksgrenadier, venendo promosso al grado di maggiore generale dal 1º dicembre 1944. Venne posto in Danimarca ed il 5 febbraio del 1945 venne ancora una volta posto in riserva. Il 19 febbraio 1945 venne recuperato come comandante della 5ª divisione panzer, rimanendo in servizio in Prussia orientale sino al suo ferimento il 10 aprile 1945 quando venne colpito da un proiettile alla coscia. Il 15 aprile venne trasferito a bordo di una nave ospedale a Copenaghen. Da agosto a dicembre del 1945 rimase ricoverato nell'ospedale militare di Hameln. Il 6 dicembre 1945 venne dichiarato prigioniero di guerra. Successivamente, Schönborn venne internato ad Adelheide dal 13 maggio 1947 al 5 marzo 1948, venendo quindi liberato.
Dopo la guerra Schönborn si portò a vivere Detmold dove lavorò nel settore privato. Per la direzione del futuro Bundeswehr, Schönborn venne suggerito nel 1952 come comandante di divisione futuro, ma tuttavia tale proposta cadde nel nulla.